# Давтян, Мисак Аршамович
Миса́к Арша́мович Давтя́н (арм. Միսակ Արշամի Դավթյան; 14 октября 1934, София — 25 июня 2018, Лос-Анджелес) — советский и армянский ученый, государственный и общественный деятель, действительный член академии наук Армении, министр народного образования Армянской ССР (1989—1990).

## Биография
- 1958 — окончил Ереванский медицинский институт. Доктор биологических наук (1970), профессор (1971), академик (1996, чл-корр. 1986).
- 1971—2000 — заведующий кафедрой биохимии Ереванского государственного университета. Заслуженный деятель науки Армянской ССР (1981).
- 1985—1989 — проректор по учебной части Ереванского государственного университета.
- 1989—1990 — был министром народного образования Армянской ССР.
- 1990—1991 — проректор Ереванского государственного университета.
- 1995—1999 — декан биологического факультета того же университета.
- 1999—2002 — ректор Армянского государственного педагогического университета им Х. Абовяна.
- С 2002 — профессор биологического факультета Ереванского государственного университета.